# Skeppsbron
Skeppsbron er en gade og oprindeligt kaj (bro var tidligere et synonym for brygge eller kaj på svensk) i Gamla stan i Stockholm. Den løber langs Stadsholmens østre side, ved Saltsjön, fra Strömbron i nord forbi kongeslottet ned til Slussen i syd. Skeppsbron er en af Gamla stans hovedtrafikårer og er også Stockholms ældste kaj. 
Allerede i begyndelsen af 1600-tallet lagde store og dybdegående fartøjer til på Skeppsbron. Gustav 2. Adolf ville gøre kajen til paradegade på trods af dens funktion som arbejdsplads. Skeppsbron forblev Stockholms vigtigste havn i 1700-tallet.
Skeppsbrokajen er havne- og kajområdet øst for gaden Skeppsbron. Skeppsbrokajen kom til i 1854 opført af Nils Ericson og fik sit nuværende navn i 1961.